# セピック川
セピック川 (セピックがわ、Sepik river) はニューギニア島にある川。フライ川と並んで同島における主要河川で、パプアニューギニアのサンダウン州、東セピック州及び一部の区間でインドネシアのパプア州を流れる。"Sea-pick"と発音されるセピック川は、世界でも大きな河川系の一つであり、集水地区及び沼地、熱帯雨林、山脈を含んだ地形を成している。生態学的には、アジア太平洋地域において、この河川系は最大の汚染されていない淡水の湿地帯である。
川はパプアニューギニアの中央高地のヴィクトール・エマニュエル山地を水源とする。水源より北西に向かって下り、インドネシア領内をかすめ、北東に向きを変える。ニューギニア島北岸部でビスマルク海に注ぎ込む。

## 流域内の少数民族
- アベラム族
- アラペシュ族
- チャンブリ族
- ムンドグモール族
- マンガ族

## 主な都市
- アンブンティ
- アンゴラム